# Kẻ trộm sách (phim)
Kẻ trộm sách (tên gôc tiếng Anh: The Book Thief) là một bộ phim chiến tranh Mỹ-Đức phát hành vào năm 2013 của đạo diễn Brian Percival với sự tham gia của các diễn viên: Geoffrey Rush, Emily Watson và Sophie Nélisse. Bộ phim dựa trên cuốn tiểu thuyết cùng tên năm 2005 của Markus Zusak. Bộ phim nói về một cô bé được nhận nuôi và sống chung với một gia đình người Đức trong thời kỳ Đức Quốc xã. Cô được dạy đọc bởi người cha nuôi tốt bụng, cô bắt đầu "mượn" sách và chia sẻ chúng với một người tị nạn Do Thái được cha mẹ nuôi của cô bảo vệ trong nhà của họ. Bộ phim có sự hợp tác của nhà soạn nhạc từng đoạt giải Oscar John Williams.
Kẻ trộm sách được công chiếu tại Liên hoan phim Mill Valley vào ngày 3 tháng 10 năm 2013, và được phát hành để phân phối chung tại Hoa Kỳ vào ngày 27 tháng 11 năm 2013. Bộ phim nhận được nhiều đánh giá tích cực từ các nhà phê bình  "quan điểm tươi sáng hơn về chiến tranh" và tập trung vào các "chủ đề nhất quán của nhân loại" trong câu chuyện. Ngân sách $19 triệu của bộ phim đã thành công tại các phòng vé, thu nhập trên $76 triệu.
Kẻ trộm sách nhận giải Academy Award, Quả Cầu Vàng và BAFTA. Đối với vai diễn Liesel Meminger trong bộ phim, Sophie Nélisse giành được giải Spotlight và giải Nghệ sĩ mới tại Liên hoan phim Hollywood, cô cũng giành giải Trình diễn xuất sắc nhất tại Phoenix Film Award Society.
Bộ phim đã được phát hành trên đĩa Blu-ray và DVD vào ngày 11 tháng 3 năm 2014.